# Teddy Fregoso
Teddy Fregoso (Degollado, Jalisco, 25 de diciembre de 1925 − Hollywood, California, 11 de enero de 2015) fue un publicista, escritor, compositor, empresario de Radio y Televisión estadounidense. Hermano del matador de toros Carmelo Torres, padre de Nathaniel Fregoso, líder de la banda de rock alternativo The Blood Arm y tío del productor de cine Cat Fletcher. 

## Torero, Actor y Compositor
A principios de la década de los 40 intenta el camino de la tauromaquia llegando a contarse en el escalafón de los novilleros, y posteriormente estudia con el maestro Seki Sano junto a leyendas de la actuación de México como la sra. Silvia Derbez, pero su pasión por la música hace que se traslade a estudiar en el Conservatorio Nacional de Música en la Ciudad de México, es alumno destacado en composición y armonía del maestro Rafael Hernández Marín. Desde entonces ha registrado más de 500 obras de su autoría, como el mismo dice: "- Como compositor, soy miembro fundador de la Sociedad de Autores y Compositores de Música (SACM). Mi primera canción POR QUE ERES ASI fue publicada y grabada en 1945. Charlie Zaa la revivió en el 2001 y fue una de las más "tocadas" en la radio hispana de Los Estados Unidos. "SABRAS QUE TE QUIERO", la más conocida de mis canciones, cuenta con más de trescientas grabaciones que incluyen desde Javier Solis hasta Placido Domingo. (nota: "Sabrás que te quiero", fue el tema número uno del año 1949, en Latinoamérica, habiéndose realizado una película sobre la base de ese tema en los años 50, es considerada además uno de los boleros clásicos de todos los tiempos)

## Sus inicios en la radio
Para 1945 Teddy Fregoso era un reconocido compositor, codeándose con las figuras de la era de oro de la farándula en México; Agustín Lara, María Félix, Cantinflas, Pedro Vargas, Jorge Negrete entre otros.
Ante la insistencia de dos grandes amigos y destacadas personalidades de esa época: 
Ricardo López Méndez y Manuel Bernal, se convirtió en locutor.
En abril de 1945 pasó el examen de locutor ante la Secretaría de Comunicaciones en la Ciudad de México y en la noche, de ese mismo día, comenzó a trabajar en los micrófonos de la Radiodifusora XEBS en donde continuó hasta el 13 de octubre de 1946.

## Pionero de la Radio y TV Hispana en EE.UU.
El 14 de octubre de 1946 llega a Los Estados Unidos. Radicado en San Diego, California, obtuvo empleo en XEAC, en el Diario NOTICIAS y el club nocturno TROPIC'S de la ciudad de Tijuana, Baja California. Trabajando dos años en KCOR, San Antonio, Texas. Luego KPHO y KOOL de Phoenix, Arizona. En Los Ángeles, California al inicio de 1950, sus actividades empezaron en KRKD y en KFVD. Después toma las riendas de KALI cuya operación estaba restringida de las cinco de la mañana y hasta que el sol se metía. A finales del 52 KALI ya tenía solo programas en español.
El 1 de enero de 1952 trasmite, con Angel Lerma, por primera vez en español, el Desfile de las Rosas de Pasadena, California desde el balcón de Radio KALI, entonces situada en el 758 East Colorado de la misma ciudad. transmitiendo, hasta el Primero de enero de 1972. En 1958 lo transmitieron Ernesto Cervera y Lupita Moran y en 1967 y 1968, Rita y Antonio DeMarco. Para entonces ya KWKW lo transmitía conjuntamente con KTTV Canal 11 de Televisión.
El 8 de marzo de 1953 se traslada a KWKW y pasó programas, cuentas e ideas a esa emisora la cual se convirtió al español en octubre del 54. siendo la primera radio, 24 horas en español, en la costa occidental. En 1958 empezó a transmitir los juegos de béisbol de Los Angeles Dodgers los que aun continúa narrando Jaime Jarrin.
En 1972 y con Don Adolfo, José, Julio y Elias Liberman empezaron una nueva era para la radio Hispana, al ampliar la potencia internacional de XEGM de Tijuana, Baja California conocida como Radio 95 y ahora como Radio Fórmula logrando abarcar los mercados de dos países al mismo tiempo.
Sale de KWKW el 14 de abril de 1975 y al día siguiente comenzó como gerente de la potente Radio Express, XEPRS, 1090AM. Transmitiendo desde los estudios en Hollywood basado en música deportes, noticias y alegría, con destacadas personalidades del micrófono. XPRS fue la pionera en transmisiones deportivas en idioma castellano transmitiendo los partidos de fútbol americano del equipo Trojans y durante 17 años, Radio Express fue la casa del Equipo de béisbol profesional Los Angeles Angel's. El último año de transmisiones, 2002, se coronaron campeones de la Serie Mundial. La última transmisión en español se hizo el 18 de febrero de 2003 XEPRS transmite ahora en inglés una programación deportiva muy acertada y dinámica desde San Diego.
En 1977, con la ayuda excelente de su socio y amigo José Molina, obtuvo los derechos de KROQ-AM la que se convirtió primero en Radio América y posteriormente conocida como Radio Recuerdo.

## Publicitario
Como hombre de medios, siempre estuvo ligado a diferentes tipos de productos, fue el diseñador de campañas ahora consideradas clásicas en el mercado hispano de EE. UU. en donde destacan las campañas hechas en animación de VITACILINA ("qué buena medicina") y DERMAN ("El pobre Paco Plantillas..."), las cuales, pasados más de cuarenta años, siguen exhibiéndose, siendo en nuevas versiones, las mismas diseñadas por el Sr. Fregoso.
Fue pionero del Telemarketing Hispano en EE. UU. con la introducción de productos de venta directa a través de Laboratorios América.
Dirigió la campaña presidencial en el Estado de California para el entonces desconocido gobernador de Georgia Jimmy Carter, quien resultó elegido en 1976.
Hasta su muerte dirigió su agencia de publicidad Latino Marketing and Advertising, fundada en 1978.